# Richard Reiter
Richard Reiter (3. března 1877 Brno – ???) byl český a československý politik a meziválečný senátor Národního shromáždění ČSR za Komunistickou stranu Československa.

## Biografie
Během prosincové generální stávky roku 1920 se angažoval v levicovém křídle sociální demokracie. Zasedal ve výkonném výboru dělnické rady Velkého Brna.
V parlamentních volbách v roce 1925 získal senátorské křeslo v Národním shromáždění. V senátu setrval do roku 1929. Dne 24. prosince 1928 byl ale v rámci frakčního boje vyloučen z KSČ a po zbytek funkčního období zasedal jako nezařazený senátor. Povoláním byl tajemníkem M. V. S. v Brně.